# Boels Ladies Tour 2018
La 21.ª edición del Boels Ladies Tour se celebró entre el 28 de agosto y el 2 de septiembre de 2018 con inicio en la ciudad de Arnhem y final en la ciudad de Roosendaal en los Países Bajos. El recorrido constó de un prólogo y 5 etapas sobre una distancia total de 575,3 km. 
La carrera hizo parte del UCI WorldTour Femenino 2018 como competencia de categoría 2.WWT del calendario ciclístico de máximo nivel mundial siendo la vigésimo segunda carrera de dicho circuito y fue ganada por la ciclista neerlandesa Annemiek van Vleuten del equipo Mitchelton-Scott. El podio lo completaron las ciclistas neerlandesas Ellen van Dijk del equipo Sunweb y Anna van der Breggen del equipo Boels Dolmans.

## Equipos
Tomaron parte en la carrera un total de 18 equipos, de los cuales 16 son equipos de categoría UCI Team Femenino invitados por la organización y 2 selecciones nacionales, quienes conformaron un pelotón de 106 ciclistas de las cuales terminaron 71. Los equipos participantes fueron:
| Equipos femeninos (16)- Alé Cipollini - Astana Women's - Boels Dolmans - BTC City Ljubljana - Canyon-SRAM Racing - Cylance - FDJ-Nouvelle Aquitaine-Futuroscope - Hitec Products-Birk Sport - Lotto Soudal Ladies - Mitchelton-Scott - Parkhotel Valkenburg-Destil - Sunweb - Valcar PBM - Virtu - WaowDeals - Wiggle High5 Equipos nacionales (2)- Estados Unidos - Países Bajos |
| |

## Recorrido
El Boels Ladies Tour dispuso de un prólogo y 5 etapas para un recorrido total de 575,3 km.
| Etapa     | Fecha     | Recorrido               | type                    | Distancia (km) | Ganador              | Líder                |
| --------- | --------- | ----------------------- | ----------------------- | -------------- | -------------------- | -------------------- |
| Prólogo   | 28 de ago | Arnhem – Arnhem         | prólogo                 | 3,3            | Annemiek van Vleuten | Annemiek van Vleuten |
| 2.ª etapa | 29 de ago | Nimega – Nimega         | etapa escarpada         | 135            | Annemiek van Vleuten | Annemiek van Vleuten |
| 3.ª etapa | 30 de ago | Gennep – Gennep         | etapa llana             | 126,3          | Amalie Dideriksen    | Annemiek van Vleuten |
| 4.ª etapa | 31 de ago | Stramproy – Weert       | etapa llana             | 132,6          | Amalie Dideriksen    | Annemiek van Vleuten |
| 5.ª etapa | 1 de sep  | Sittard – Sittard       | etapa escarpada         | 159,6          | Chantal Blaak        | Annemiek van Vleuten |
| 6.ª etapa | 2 de sep  | Roosendaal – Roosendaal | contrarreloj individual | 18,5           | Annemiek van Vleuten | Annemiek van Vleuten |

## Desarrollo de la carrera

### Prólogo
| Arnhem - Arnhem | prólogo | (3,3 km) |

| \| Clasificación de la etapa \| Clasificación de la etapa \| Clasificación de la etapa \| Clasificación de la etapa \| Clasificación de la etapa \| \| Ciclista \| Ciclista \| Equipo \| Tiempo \| \| \| ------------------------- \| ------------------------- \| ------------------------- \| ------------------------- \| ------------------------- \| \| 1.ª \| Annemiek van Vleuten \| Mitchelton-Scott \| 4 min 22 s \| \| \| 2.ª \| Anna van der Breggen \| Boels Dolmans \| + 7 s \| \| \| 3.ª \| Ellen van Dijk \| Sunweb \| + 8 s \| \| \| 4.ª \| Leah Kirchmann \| Sunweb \| + 9 s \| \| \| 5.ª \| Lisa Brennauer \| Wiggle High5 \| + 9 s \| \| \| 6.ª \| Lucinda Brand \| Sunweb \| + 10 s \| \| \| 7.ª \| Lisa Klein \| Canyon-SRAM Racing \| + 11 s \| \| \| 8.ª \| Amy Pieters \| Boels Dolmans \| + 11 s \| \| \| 9.ª \| Sarah Roy \| Mitchelton-Scott \| + 12 s \| \| \| 10.ª \| Eugenia Bujak \| BTC City Ljubljana \| + 13 s \| \| |                      |                    |            |
| |                      |                    |            |
| Fuente: ProCyclingStats |                      |                    |            |
| Clasificación de la etapa |                      |                    |            |
| Ciclista | Ciclista             | Equipo             | Tiempo     |
| 1.ª | Annemiek van Vleuten | Mitchelton-Scott   | 4 min 22 s |
| 2.ª | Anna van der Breggen | Boels Dolmans      | + 7 s      |
| 3.ª | Ellen van Dijk       | Sunweb             | + 8 s      |
| 4.ª | Leah Kirchmann       | Sunweb             | + 9 s      |
| 5.ª | Lisa Brennauer       | Wiggle High5       | + 9 s      |
| 6.ª | Lucinda Brand        | Sunweb             | + 10 s     |
| 7.ª | Lisa Klein           | Canyon-SRAM Racing | + 11 s     |
| 8.ª | Amy Pieters          | Boels Dolmans      | + 11 s     |
| 9.ª | Sarah Roy            | Mitchelton-Scott   | + 12 s     |
| 10.ª | Eugenia Bujak        | BTC City Ljubljana | + 13 s     |

| \| Clasificación general \| Clasificación general \| Clasificación general \| Clasificación general \| Clasificación general \| \| Ciclista \| Ciclista \| Equipo \| Tiempo \| \| \| --------------------- \| --------------------- \| --------------------- \| --------------------- \| --------------------- \| \| 1.ª \| Annemiek van Vleuten \| Mitchelton-Scott \| 4 min 22 s \| \| \| 2.ª \| Anna van der Breggen \| Boels Dolmans \| + 7 s \| \| \| 3.ª \| Ellen van Dijk \| Sunweb \| + 8 s \| \| \| 4.ª \| Leah Kirchmann \| Sunweb \| + 9 s \| \| \| 5.ª \| Lisa Brennauer \| Wiggle High5 \| + 9 s \| \| \| 6.ª \| Lucinda Brand \| Sunweb \| + 10 s \| \| \| 7.ª \| Lisa Klein \| Canyon-SRAM Racing \| + 11 s \| \| \| 8.ª \| Amy Pieters \| Boels Dolmans \| + 11 s \| \| \| 9.ª \| Sarah Roy \| Mitchelton-Scott \| + 12 s \| \| \| 10.ª \| Eugenia Bujak \| BTC City Ljubljana \| + 13 s \| \| |                      |                    |            |
| |                      |                    |            |
| Fuente: ProCyclingStats |                      |                    |            |
| Clasificación general |                      |                    |            |
| Ciclista | Ciclista             | Equipo             | Tiempo     |
| 1.ª | Annemiek van Vleuten | Mitchelton-Scott   | 4 min 22 s |
| 2.ª | Anna van der Breggen | Boels Dolmans      | + 7 s      |
| 3.ª | Ellen van Dijk       | Sunweb             | + 8 s      |
| 4.ª | Leah Kirchmann       | Sunweb             | + 9 s      |
| 5.ª | Lisa Brennauer       | Wiggle High5       | + 9 s      |
| 6.ª | Lucinda Brand        | Sunweb             | + 10 s     |
| 7.ª | Lisa Klein           | Canyon-SRAM Racing | + 11 s     |
| 8.ª | Amy Pieters          | Boels Dolmans      | + 11 s     |
| 9.ª | Sarah Roy            | Mitchelton-Scott   | + 12 s     |
| 10.ª | Eugenia Bujak        | BTC City Ljubljana | + 13 s     |

### 2.ª etapa
| Nimega - Nimega | etapa escarpada | (135 km) |

| \| Clasificación de la etapa \| Clasificación de la etapa \| Clasificación de la etapa \| Clasificación de la etapa \| Clasificación de la etapa \| \| Ciclista \| Ciclista \| Equipo \| Tiempo \| \| \| ------------------------- \| ------------------------- \| ---------------------------------- \| ------------------------- \| ------------------------- \| \| 1.ª \| Annemiek van Vleuten \| Mitchelton-Scott \| 3 h 28 min 29 s \| \| \| 2.ª \| Eugenia Bujak \| BTC City Ljubljana \| + 12 s \| \| \| 3.ª \| Elena Cecchini \| Canyon-SRAM Racing \| + 12 s \| \| \| 4.ª \| Marta Cavalli \| Valcar PBM \| + 12 s \| \| \| 5.ª \| Amanda Spratt \| Mitchelton-Scott \| + 12 s \| \| \| 6.ª \| Sofia Bertizzolo \| Astana Women's Team \| + 12 s \| \| \| 7.ª \| Rozanne Slik \| FDJ-Nouvelle Aquitaine-Futuroscope \| + 12 s \| \| \| 8.ª \| Giorgia Bronzini \| Cylance \| + 12 s \| \| \| 9.ª \| Audrey Cordon-Ragot \| Wiggle High5 \| + 12 s \| \| \| 10.ª \| Ellen van Dijk \| Sunweb \| + 12 s \| \| |                      |                                    |                 |
| |                      |                                    |                 |
| Fuente: ProCyclingStats |                      |                                    |                 |
| Clasificación de la etapa |                      |                                    |                 |
| Ciclista | Ciclista             | Equipo                             | Tiempo          |
| 1.ª | Annemiek van Vleuten | Mitchelton-Scott                   | 3 h 28 min 29 s |
| 2.ª | Eugenia Bujak        | BTC City Ljubljana                 | + 12 s          |
| 3.ª | Elena Cecchini       | Canyon-SRAM Racing                 | + 12 s          |
| 4.ª | Marta Cavalli        | Valcar PBM                         | + 12 s          |
| 5.ª | Amanda Spratt        | Mitchelton-Scott                   | + 12 s          |
| 6.ª | Sofia Bertizzolo     | Astana Women's Team                | + 12 s          |
| 7.ª | Rozanne Slik         | FDJ-Nouvelle Aquitaine-Futuroscope | + 12 s          |
| 8.ª | Giorgia Bronzini     | Cylance                            | + 12 s          |
| 9.ª | Audrey Cordon-Ragot  | Wiggle High5                       | + 12 s          |
| 10.ª | Ellen van Dijk       | Sunweb                             | + 12 s          |

| \| Clasificación general \| Clasificación general \| Clasificación general \| Clasificación general \| Clasificación general \| \| Ciclista \| Ciclista \| Equipo \| Tiempo \| \| \| --------------------- \| --------------------- \| --------------------- \| --------------------- \| --------------------- \| \| 1.ª \| Annemiek van Vleuten \| Mitchelton-Scott \| 3 h 32 min 41 s \| \| \| 2.ª \| Eugenia Bujak \| BTC City Ljubljana \| + 29 s \| \| \| 3.ª \| Ellen van Dijk \| Sunweb \| + 30 s \| \| \| 4.ª \| Leah Kirchmann \| Sunweb \| + 31 s \| \| \| 5.ª \| Lucinda Brand \| Sunweb \| + 32 s \| \| \| 6.ª \| Anna van der Breggen \| Boels Dolmans \| + 33 s \| \| \| 7.ª \| Amanda Spratt \| Mitchelton-Scott \| + 37 s \| \| \| 8.ª \| Elena Cecchini \| Canyon-SRAM Racing \| + 38 s \| \| \| 9.ª \| Floortje Mackaij \| Sunweb \| + 40 s \| \| \| 10.ª \| Riejanne Markus \| WaowDeals \| + 40 s \| \| |                      |                    |                 |
| |                      |                    |                 |
| Fuente: ProCyclingStats |                      |                    |                 |
| Clasificación general |                      |                    |                 |
| Ciclista | Ciclista             | Equipo             | Tiempo          |
| 1.ª | Annemiek van Vleuten | Mitchelton-Scott   | 3 h 32 min 41 s |
| 2.ª | Eugenia Bujak        | BTC City Ljubljana | + 29 s          |
| 3.ª | Ellen van Dijk       | Sunweb             | + 30 s          |
| 4.ª | Leah Kirchmann       | Sunweb             | + 31 s          |
| 5.ª | Lucinda Brand        | Sunweb             | + 32 s          |
| 6.ª | Anna van der Breggen | Boels Dolmans      | + 33 s          |
| 7.ª | Amanda Spratt        | Mitchelton-Scott   | + 37 s          |
| 8.ª | Elena Cecchini       | Canyon-SRAM Racing | + 38 s          |
| 9.ª | Floortje Mackaij     | Sunweb             | + 40 s          |
| 10.ª | Riejanne Markus      | WaowDeals          | + 40 s          |

### 3.ª etapa
| Gennep - Gennep | etapa llana | (126,3 km) |

| \| Clasificación de la etapa \| Clasificación de la etapa \| Clasificación de la etapa \| Clasificación de la etapa \| Clasificación de la etapa \| \| Ciclista \| Ciclista \| Equipo \| Tiempo \| \| \| ------------------------- \| ------------------------- \| ------------------------- \| ------------------------- \| ------------------------- \| \| 1.ª \| Amalie Dideriksen \| Boels Dolmans \| 2 h 58 min 57 s \| \| \| 2.ª \| Lorena Wiebes \| Parkhotel Valkenburg \| + 0 s \| \| \| 3.ª \| Jolien D'Hoore \| Mitchelton-Scott \| + 0 s \| \| \| 4.ª \| Maria Giulia Confalonieri \| Valcar PBM \| + 0 s \| \| \| 5.ª \| Amy Pieters \| Boels Dolmans \| + 0 s \| \| \| 6.ª \| Marta Bastianelli \| Alé Cipollini \| + 0 s \| \| \| 7.ª \| Lotte Kopecky \| Lotto Soudal Ladies \| + 0 s \| \| \| 8.ª \| Mieke Kröger \| Virtu Cycling Women \| + 0 s \| \| \| 9.ª \| Annemiek van Vleuten \| Mitchelton-Scott \| + 0 s \| \| \| 10.ª \| Christina Siggaard \| Virtu Cycling Women \| + 0 s \| \| |                           |                      |                 |
| |                           |                      |                 |
| Fuente: ProCyclingStats |                           |                      |                 |
| Clasificación de la etapa |                           |                      |                 |
| Ciclista | Ciclista                  | Equipo               | Tiempo          |
| 1.ª | Amalie Dideriksen         | Boels Dolmans        | 2 h 58 min 57 s |
| 2.ª | Lorena Wiebes             | Parkhotel Valkenburg | + 0 s           |
| 3.ª | Jolien D'Hoore            | Mitchelton-Scott     | + 0 s           |
| 4.ª | Maria Giulia Confalonieri | Valcar PBM           | + 0 s           |
| 5.ª | Amy Pieters               | Boels Dolmans        | + 0 s           |
| 6.ª | Marta Bastianelli         | Alé Cipollini        | + 0 s           |
| 7.ª | Lotte Kopecky             | Lotto Soudal Ladies  | + 0 s           |
| 8.ª | Mieke Kröger              | Virtu Cycling Women  | + 0 s           |
| 9.ª | Annemiek van Vleuten      | Mitchelton-Scott     | + 0 s           |
| 10.ª | Christina Siggaard        | Virtu Cycling Women  | + 0 s           |

| \| Clasificación general \| Clasificación general \| Clasificación general \| Clasificación general \| Clasificación general \| \| Ciclista \| Ciclista \| Equipo \| Tiempo \| \| \| --------------------- \| --------------------- \| --------------------- \| --------------------- \| --------------------- \| \| 1.ª \| Annemiek van Vleuten \| Mitchelton-Scott \| 6 h 31 min 38 s \| \| \| 2.ª \| Eugenia Bujak \| BTC City Ljubljana \| + 29 s \| \| \| 3.ª \| Ellen van Dijk \| Sunweb \| + 30 s \| \| \| 4.ª \| Lucinda Brand \| Sunweb \| + 30 s \| \| \| 5.ª \| Leah Kirchmann \| Sunweb \| + 31 s \| \| \| 6.ª \| Anna van der Breggen \| Boels Dolmans \| + 33 s \| \| \| 7.ª \| Elena Cecchini \| Canyon-SRAM Racing \| + 35 s \| \| \| 8.ª \| Amanda Spratt \| Mitchelton-Scott \| + 37 s \| \| \| 9.ª \| Amy Pieters \| Boels Dolmans \| + 37 s \| \| \| 10.ª \| Floortje Mackaij \| Sunweb \| + 40 s \| \| |                      |                    |                 |
| |                      |                    |                 |
| Fuente: ProCyclingStats |                      |                    |                 |
| Clasificación general |                      |                    |                 |
| Ciclista | Ciclista             | Equipo             | Tiempo          |
| 1.ª | Annemiek van Vleuten | Mitchelton-Scott   | 6 h 31 min 38 s |
| 2.ª | Eugenia Bujak        | BTC City Ljubljana | + 29 s          |
| 3.ª | Ellen van Dijk       | Sunweb             | + 30 s          |
| 4.ª | Lucinda Brand        | Sunweb             | + 30 s          |
| 5.ª | Leah Kirchmann       | Sunweb             | + 31 s          |
| 6.ª | Anna van der Breggen | Boels Dolmans      | + 33 s          |
| 7.ª | Elena Cecchini       | Canyon-SRAM Racing | + 35 s          |
| 8.ª | Amanda Spratt        | Mitchelton-Scott   | + 37 s          |
| 9.ª | Amy Pieters          | Boels Dolmans      | + 37 s          |
| 10.ª | Floortje Mackaij     | Sunweb             | + 40 s          |

### 4.ª etapa
| Stramproy - Weert | etapa llana | (132,6 km) |

| \| Clasificación de la etapa \| Clasificación de la etapa \| Clasificación de la etapa \| Clasificación de la etapa \| Clasificación de la etapa \| \| Ciclista \| Ciclista \| Equipo \| Tiempo \| \| \| ------------------------- \| ------------------------- \| ------------------------- \| ------------------------- \| ------------------------- \| \| 1.ª \| Amalie Dideriksen \| Boels Dolmans \| 3 h 28 min 04 s \| \| \| 2.ª \| Lucinda Brand \| Sunweb \| + 0 s \| \| \| 3.ª \| Lorena Wiebes \| Parkhotel Valkenburg \| + 0 s \| \| \| 4.ª \| Barbara Guarischi \| Virtu Cycling Women \| + 0 s \| \| \| 5.ª \| Lotte Kopecky \| Lotto Soudal Ladies \| + 0 s \| \| \| 6.ª \| Giorgia Bronzini \| Cylance \| + 0 s \| \| \| 7.ª \| Audrey Cordon-Ragot \| Wiggle High5 \| + 0 s \| \| \| 8.ª \| Maria Giulia Confalonieri \| Valcar PBM \| + 2 s \| \| \| 9.ª \| Susanne Andersen \| Hitec Products-Birk Sport \| + 2 s \| \| \| 10.ª \| Arlenis Sierra \| Astana Women's Team \| + 2 s \| \| |                           |                           |                 |
| |                           |                           |                 |
| Fuente: ProCyclingStats |                           |                           |                 |
| Clasificación de la etapa |                           |                           |                 |
| Ciclista | Ciclista                  | Equipo                    | Tiempo          |
| 1.ª | Amalie Dideriksen         | Boels Dolmans             | 3 h 28 min 04 s |
| 2.ª | Lucinda Brand             | Sunweb                    | + 0 s           |
| 3.ª | Lorena Wiebes             | Parkhotel Valkenburg      | + 0 s           |
| 4.ª | Barbara Guarischi         | Virtu Cycling Women       | + 0 s           |
| 5.ª | Lotte Kopecky             | Lotto Soudal Ladies       | + 0 s           |
| 6.ª | Giorgia Bronzini          | Cylance                   | + 0 s           |
| 7.ª | Audrey Cordon-Ragot       | Wiggle High5              | + 0 s           |
| 8.ª | Maria Giulia Confalonieri | Valcar PBM                | + 2 s           |
| 9.ª | Susanne Andersen          | Hitec Products-Birk Sport | + 2 s           |
| 10.ª | Arlenis Sierra            | Astana Women's Team       | + 2 s           |

| \| Clasificación general \| Clasificación general \| Clasificación general \| Clasificación general \| Clasificación general \| \| Ciclista \| Ciclista \| Equipo \| Tiempo \| \| \| --------------------- \| --------------------- \| --------------------- \| --------------------- \| --------------------- \| \| 1.ª \| Annemiek van Vleuten \| Mitchelton-Scott \| 9 h 59 min 44 s \| \| \| 2.ª \| Lucinda Brand \| Sunweb \| + 22 s \| \| \| 3.ª \| Eugenia Bujak \| BTC City Ljubljana \| + 29 s \| \| \| 4.ª \| Ellen van Dijk \| Sunweb \| + 30 s \| \| \| 5.ª \| Leah Kirchmann \| Sunweb \| + 31 s \| \| \| 6.ª \| Anna van der Breggen \| Boels Dolmans \| + 33 s \| \| \| 7.ª \| Amy Pieters \| Boels Dolmans \| + 34 s \| \| \| 8.ª \| Elena Cecchini \| Canyon-SRAM Racing \| + 35 s \| \| \| 9.ª \| Amanda Spratt \| Mitchelton-Scott \| + 37 s \| \| \| 10.ª \| Floortje Mackaij \| Sunweb \| + 40 s \| \| |                      |                    |                 |
| |                      |                    |                 |
| Fuente: ProCyclingStats |                      |                    |                 |
| Clasificación general |                      |                    |                 |
| Ciclista | Ciclista             | Equipo             | Tiempo          |
| 1.ª | Annemiek van Vleuten | Mitchelton-Scott   | 9 h 59 min 44 s |
| 2.ª | Lucinda Brand        | Sunweb             | + 22 s          |
| 3.ª | Eugenia Bujak        | BTC City Ljubljana | + 29 s          |
| 4.ª | Ellen van Dijk       | Sunweb             | + 30 s          |
| 5.ª | Leah Kirchmann       | Sunweb             | + 31 s          |
| 6.ª | Anna van der Breggen | Boels Dolmans      | + 33 s          |
| 7.ª | Amy Pieters          | Boels Dolmans      | + 34 s          |
| 8.ª | Elena Cecchini       | Canyon-SRAM Racing | + 35 s          |
| 9.ª | Amanda Spratt        | Mitchelton-Scott   | + 37 s          |
| 10.ª | Floortje Mackaij     | Sunweb             | + 40 s          |

### 5.ª etapa
| Sittard - Sittard | etapa escarpada | (159,6 km) |

| \| Clasificación de la etapa \| Clasificación de la etapa \| Clasificación de la etapa \| Clasificación de la etapa \| Clasificación de la etapa \| \| Ciclista \| Ciclista \| Equipo \| Tiempo \| \| \| ------------------------- \| ------------------------- \| ------------------------- \| ------------------------- \| ------------------------- \| \| 1.ª \| Chantal Blaak \| Boels Dolmans \| 4 h 10 min 24 s \| \| \| 2.ª \| Giorgia Bronzini \| Cylance \| + 46 s \| \| \| 3.ª \| Lucinda Brand \| Sunweb \| + 46 s \| \| \| 4.ª \| Lotte Kopecky \| Lotto Soudal Ladies \| + 46 s \| \| \| 5.ª \| Marta Bastianelli \| Alé Cipollini \| + 46 s \| \| \| 6.ª \| Maria Giulia Confalonieri \| Valcar PBM \| + 46 s \| \| \| 7.ª \| Jeanne Korevaar \| WaowDeals \| + 46 s \| \| \| 8.ª \| Lisa Brennauer \| Wiggle High5 \| + 46 s \| \| \| 9.ª \| Arlenis Sierra \| Astana Women's Team \| + 46 s \| \| \| 10.ª \| Barbara Guarischi \| Virtu Cycling Women \| + 46 s \| \| |                           |                     |                 |
| |                           |                     |                 |
| |                           |                     |                 |
| Clasificación de la etapa |                           |                     |                 |
| Ciclista | Ciclista                  | Equipo              | Tiempo          |
| 1.ª | Chantal Blaak             | Boels Dolmans       | 4 h 10 min 24 s |
| 2.ª | Giorgia Bronzini          | Cylance             | + 46 s          |
| 3.ª | Lucinda Brand             | Sunweb              | + 46 s          |
| 4.ª | Lotte Kopecky             | Lotto Soudal Ladies | + 46 s          |
| 5.ª | Marta Bastianelli         | Alé Cipollini       | + 46 s          |
| 6.ª | Maria Giulia Confalonieri | Valcar PBM          | + 46 s          |
| 7.ª | Jeanne Korevaar           | WaowDeals           | + 46 s          |
| 8.ª | Lisa Brennauer            | Wiggle High5        | + 46 s          |
| 9.ª | Arlenis Sierra            | Astana Women's Team | + 46 s          |
| 10.ª | Barbara Guarischi         | Virtu Cycling Women | + 46 s          |

| \| Clasificación general \| Clasificación general \| Clasificación general \| Clasificación general \| Clasificación general \| \| Ciclista \| Ciclista \| Equipo \| Tiempo \| \| \| --------------------- \| --------------------- \| --------------------- \| --------------------- \| --------------------- \| \| 1.ª \| Annemiek van Vleuten \| Mitchelton-Scott \| 14 h 10 min 54 s \| \| \| 2.ª \| Lucinda Brand \| Sunweb \| + 18 s \| \| \| 3.ª \| Eugenia Bujak \| BTC City Ljubljana \| + 29 s \| \| \| 4.ª \| Ellen van Dijk \| Sunweb \| + 30 s \| \| \| 5.ª \| Leah Kirchmann \| Sunweb \| + 31 s \| \| \| 6.ª \| Anna van der Breggen \| Boels Dolmans \| + 33 s \| \| \| 7.ª \| Amy Pieters \| Boels Dolmans \| + 34 s \| \| \| 8.ª \| Elena Cecchini \| Canyon-SRAM Racing \| + 35 s \| \| \| 9.ª \| Amanda Spratt \| Mitchelton-Scott \| + 37 s \| \| \| 10.ª \| Floortje Mackaij \| Sunweb \| + 40 s \| \| |                      |                    |                  |
| |                      |                    |                  |
| |                      |                    |                  |
| Clasificación general |                      |                    |                  |
| Ciclista | Ciclista             | Equipo             | Tiempo           |
| 1.ª | Annemiek van Vleuten | Mitchelton-Scott   | 14 h 10 min 54 s |
| 2.ª | Lucinda Brand        | Sunweb             | + 18 s           |
| 3.ª | Eugenia Bujak        | BTC City Ljubljana | + 29 s           |
| 4.ª | Ellen van Dijk       | Sunweb             | + 30 s           |
| 5.ª | Leah Kirchmann       | Sunweb             | + 31 s           |
| 6.ª | Anna van der Breggen | Boels Dolmans      | + 33 s           |
| 7.ª | Amy Pieters          | Boels Dolmans      | + 34 s           |
| 8.ª | Elena Cecchini       | Canyon-SRAM Racing | + 35 s           |
| 9.ª | Amanda Spratt        | Mitchelton-Scott   | + 37 s           |
| 10.ª | Floortje Mackaij     | Sunweb             | + 40 s           |

### 6.ª etapa
| Roosendaal - Roosendaal | contrarreloj individual | (18,5 km) |

| \| Clasificación de la etapa \| Clasificación de la etapa \| Clasificación de la etapa \| Clasificación de la etapa \| Clasificación de la etapa \| \| Ciclista \| Ciclista \| Equipo \| Tiempo \| \| \| ------------------------- \| ------------------------- \| ----------------------------- \| ------------------------- \| ------------------------- \| \| 1.ª \| Annemiek van Vleuten \| Mitchelton-Scott \| 24 min 00 s \| \| \| 2.ª \| Ellen van Dijk \| Sunweb \| + 22 s \| \| \| 3.ª \| Anna van der Breggen \| Boels Dolmans \| + 32 s \| \| \| 4.ª \| Mieke Kröger \| Virtu Cycling Women \| + 49 s \| \| \| 5.ª \| Tayler Wiles \| Trek-Drops \| + 1 min 00 s \| \| \| 6.ª \| Lisa Klein \| Canyon-SRAM Racing \| + 1 min 09 s \| \| \| 7.ª \| Leah Kirchmann \| Sunweb \| + 1 min 14 s \| \| \| 8.ª \| Lisa Brennauer \| Wiggle High5 \| + 1 min 16 s \| \| \| 9.ª \| Leah Thomas \| UnitedHealthcare Women's Team \| + 1 min 25 s \| \| \| 10.ª \| Amanda Spratt \| Mitchelton-Scott \| + 1 min 28 s \| \| |                      |                               |              |
| |                      |                               |              |
| |                      |                               |              |
| Clasificación de la etapa |                      |                               |              |
| Ciclista | Ciclista             | Equipo                        | Tiempo       |
| 1.ª | Annemiek van Vleuten | Mitchelton-Scott              | 24 min 00 s  |
| 2.ª | Ellen van Dijk       | Sunweb                        | + 22 s       |
| 3.ª | Anna van der Breggen | Boels Dolmans                 | + 32 s       |
| 4.ª | Mieke Kröger         | Virtu Cycling Women           | + 49 s       |
| 5.ª | Tayler Wiles         | Trek-Drops                    | + 1 min 00 s |
| 6.ª | Lisa Klein           | Canyon-SRAM Racing            | + 1 min 09 s |
| 7.ª | Leah Kirchmann       | Sunweb                        | + 1 min 14 s |
| 8.ª | Lisa Brennauer       | Wiggle High5                  | + 1 min 16 s |
| 9.ª | Leah Thomas          | UnitedHealthcare Women's Team | + 1 min 25 s |
| 10.ª | Amanda Spratt        | Mitchelton-Scott              | + 1 min 28 s |

## Clasificaciones finales
Las clasificaciones finalizaron de la siguiente forma:

### Clasificación general
| \| Clasificación general \| Clasificación general \| Clasificación general \| Clasificación general \| Clasificación general \| \| Ciclista \| Ciclista \| Equipo \| Tiempo \| \| \| --------------------- \| --------------------- \| ----------------------------- \| --------------------- \| --------------------- \| \| 1.ª \| Annemiek van Vleuten \| Mitchelton-Scott \| 14 h 34 min 54 s \| \| \| 2.ª \| Ellen van Dijk \| Sunweb \| + 52 s \| \| \| 3.ª \| Anna van der Breggen \| Boels Dolmans \| + 1 min 05 s \| \| \| 4.ª \| Tayler Wiles \| Trek-Drops \| + 1 min 44 s \| \| \| 5.ª \| Leah Kirchmann \| Sunweb \| + 1 min 45 s \| \| \| 6.ª \| Amanda Spratt \| Mitchelton-Scott \| + 2 min 05 s \| \| \| 7.ª \| Eugenia Bujak \| BTC City Ljubljana \| + 2 min 09 s \| \| \| 8.ª \| Amy Pieters \| Boels Dolmans \| + 2 min 11 s \| \| \| 9.ª \| Leah Thomas \| UnitedHealthcare Women's Team \| + 2 min 12 s \| \| \| 10.ª \| Elena Cecchini \| Canyon-SRAM Racing \| + 2 min 14 s \| \| |                      |                               |                  |
| |                      |                               |                  |
| Fuente: ProCyclingStats |                      |                               |                  |
| Clasificación general |                      |                               |                  |
| Ciclista | Ciclista             | Equipo                        | Tiempo           |
| 1.ª | Annemiek van Vleuten | Mitchelton-Scott              | 14 h 34 min 54 s |
| 2.ª | Ellen van Dijk       | Sunweb                        | + 52 s           |
| 3.ª | Anna van der Breggen | Boels Dolmans                 | + 1 min 05 s     |
| 4.ª | Tayler Wiles         | Trek-Drops                    | + 1 min 44 s     |
| 5.ª | Leah Kirchmann       | Sunweb                        | + 1 min 45 s     |
| 6.ª | Amanda Spratt        | Mitchelton-Scott              | + 2 min 05 s     |
| 7.ª | Eugenia Bujak        | BTC City Ljubljana            | + 2 min 09 s     |
| 8.ª | Amy Pieters          | Boels Dolmans                 | + 2 min 11 s     |
| 9.ª | Leah Thomas          | UnitedHealthcare Women's Team | + 2 min 12 s     |
| 10.ª | Elena Cecchini       | Canyon-SRAM Racing            | + 2 min 14 s     |

### Clasificación por puntos
| Clasificación por puntos | Clasificación por puntos  | Clasificación por puntos | Clasificación por puntos | Clasificación por puntos |
| Ciclista                 | Ciclista                  | Equipo                   | Puntos                   |                          |
| ------------------------ | ------------------------- | ------------------------ | ------------------------ | ------------------------ |
| 1.ª                      | Annemiek van Vleuten      | Mitchelton-Scott         | 82 pts                   |                          |
| 2.ª                      | Amalie Dideriksen         | Boels Dolmans            | 50 pts                   |                          |
| 3.ª                      | Lucinda Brand             | Sunweb                   | 49 pts                   |                          |
| 4.ª                      | Ellen van Dijk            | Sunweb                   | 48 pts                   |                          |
| 5.ª                      | Giorgia Bronzini          | Cylance                  | 41 pts                   |                          |
| 6.ª                      | Maria Giulia Confalonieri | Valcar PBM               | 37 pts                   |                          |
| 7.ª                      | Anna van der Breggen      | Boels Dolmans            | 36 pts                   |                          |
| 8.ª                      | Lorena Wiebes             | Parkhotel Valkenburg     | 36 pts                   |                          |
| 9.ª                      | Lisa Brennauer            | Wiggle High5             | 32 pts                   |                          |
| 10.ª                     | Chantal Blaak             | Boels Dolmans            | 29 pts                   |                          |

### Clasificación de la montaña
| Clasificación de la montaña | Clasificación de la montaña | Clasificación de la montaña        | Clasificación de la montaña | Clasificación de la montaña |
| Ciclista                    | Ciclista                    | Equipo                             | Puntos                      |                             |
| --------------------------- | --------------------------- | ---------------------------------- | --------------------------- | --------------------------- |
| 1.ª                         | Eugénie Duval               | FDJ-Nouvelle Aquitaine-Futuroscope | 26 pts                      |                             |
| 2.ª                         | Chantal Blaak               | Boels Dolmans                      | 18 pts                      |                             |
| 3.ª                         | Annemiek van Vleuten        | Mitchelton-Scott                   | 13 pts                      |                             |
| 4.ª                         | Anna van der Breggen        | Boels Dolmans                      | 8 pts                       |                             |
| 5.ª                         | Rossella Ratto              | Cylance                            | 8 pts                       |                             |
| 6.ª                         | Amalie Dideriksen           | Boels Dolmans                      | 8 pts                       |                             |
| 7.ª                         | Roxane Knetemann            | Alé Cipollini                      | 6 pts                       |                             |
| 8.ª                         | Amanda Spratt               | Mitchelton-Scott                   | 5 pts                       |                             |
| 9.ª                         | Amy Pieters                 | Boels Dolmans                      | 5 pts                       |                             |
| 10.ª                        | Pernille Mathiesen          | Sunweb                             | 4 pts                       |                             |

### Clasificación de las jóvenes
| Clasificación del mejor joven | Clasificación del mejor joven | Clasificación del mejor joven | Clasificación del mejor joven | Clasificación del mejor joven |
| Ciclista                      | Ciclista                      | Equipo                        | Tiempo                        |                               |
| ----------------------------- | ----------------------------- | ----------------------------- | ----------------------------- | ----------------------------- |
| 1.ª                           | Jeanne Korevaar               | WaowDeals                     | 14 h 38 min 03 s              |                               |
| 2.ª                           | Marta Cavalli                 | Valcar PBM                    | + 5 s                         |                               |
| 3.ª                           | Sofia Bertizzolo              | Astana Women's Team           | + 23 s                        |                               |
| 4.ª                           | Elena Pirrone                 | Astana Women's Team           | + 53 s                        |                               |
| 5.ª                           | Nina Buysman                  | Parkhotel Valkenburg          | + 4 min 01 s                  |                               |
| 6.ª                           | Amalie Dideriksen             | Boels Dolmans                 | + 5 min 35 s                  |                               |
| 7.ª                           | Lisa Klein                    | Canyon-SRAM Racing            | + 7 min 43 s                  |                               |
| 8.ª                           | Karlijn Swinkels              | Alé Cipollini                 | + 9 min 27 s                  |                               |
| 9.ª                           | Lorena Wiebes                 | Parkhotel Valkenburg          | + 9 min 28 s                  |                               |
| 10.ª                          | Silvia Pollicini              | Valcar PBM                    | + 14 min 09 s                 |                               |

### Clasificación por equipos
| Clasificación por equipos | Clasificación por equipos          | Clasificación por equipos | Clasificación por equipos |
| Equipo                    | Equipo                             | Tiempo                    |                           |
| ------------------------- | ---------------------------------- | ------------------------- | ------------------------- |
| 1.º                       | Boels Dolmans                      | 43 h 49 min 28 s          |                           |
| 2.º                       | Sunweb                             | + 1 s                     |                           |
| 3.º                       | Wiggle High5                       | + 2 min 57 s              |                           |
| 4.º                       | BTC City Ljubljana                 | + 5 min 00 s              |                           |
| 5.º                       | Estados Unidos                     | + 5 min 42 s              |                           |
| 6.º                       | WaowDeals                          | + 6 min 38 s              |                           |
| 7.º                       | Astana Women's                     | + 7 min 18 s              |                           |
| 8.º                       | FDJ-Nouvelle Aquitaine-Futuroscope | + 9 min 05 s              |                           |
| 9.º                       | Parkhotel Valkenburg-Destil        | + 15 min 17 s             |                           |
| 10.º                      | Cylance                            | + 15 min 40 s             |                           |

## Evolución de las clasificaciones
| Etapa                   | Vencedora               | Clasificación general | Clasificación por puntos | Clasificación de la montaña | Clasificación de las metas volantes | Clasificación de las jóvenes | Clasificación de la combatividad | Clasificación por equipos |
| ----------------------- | ----------------------- | --------------------- | ------------------------ | --------------------------- | ----------------------------------- | ---------------------------- | -------------------------------- | ------------------------- |
| Prólogo                 | Annemiek van Vleuten    | Annemiek van Vleuten  | Annemiek van Vleuten     | no se entregó               | no se entregó                       | Lisa Klein                   | no se entregó                    | Mitchelton-Scott          |
| 2.ª                     | Annemiek van Vleuten    | Annemiek van Vleuten  | Annemiek van Vleuten     | Annemiek van Vleuten        | Amy Pieters                         | Jeanne Korevaar              | Rossella Ratto                   | Sunweb                    |
| 3.ª                     | Amalie Dideriksen       | Annemiek van Vleuten  | Annemiek van Vleuten     | Annemiek van Vleuten        | Lucinda Brand                       | Jeanne Korevaar              | Hannah Barnes                    | Sunweb                    |
| 4.ª                     | Amalie Dideriksen       | Annemiek van Vleuten  | Annemiek van Vleuten     | Annemiek van Vleuten        | Elena Cecchini                      | Jeanne Korevaar              | Omer Shapira                     | Sunweb                    |
| 5.ª                     | Chantal Blaak           | Annemiek van Vleuten  | Annemiek van Vleuten     | Eugénie Duval               | Elena Cecchini                      | Jeanne Korevaar              | Chantal Blaak                    | Boels-Dolmans             |
| 6.ª                     | Annemiek van Vleuten    | Annemiek van Vleuten  | Annemiek van Vleuten     | Eugénie Duval               | Elena Cecchini                      | Jeanne Korevaar              | Chantal Blaak                    | Boels-Dolmans             |
| Clasificaciones finales | Clasificaciones finales | Annemiek van Vleuten  | Annemiek van Vleuten     | Eugénie Duval               | Elena Cecchini                      | Jeanne Korevaar              | Chantal Blaak                    | Boels-Dolmans             |

## UCI WorldTour Femenino
El Boels Ladies Tour otorga puntos para el UCI WorldTour Femenino 2018, incluyendo a todas las corredoras de los equipos en las categorías UCI Team Femenino. Las siguientes tablas muestran el baremo de puntuación y las 10 corredoras que obtuvieron más puntos:
| Posición              | 1.ª | 2.ª | 3.ª | 4.ª | 5.ª | 6.ª | 7.ª | 8.ª | 9.ª | 10.ª | 11.ª | 12.ª | 13.ª | 14.ª | 15.ª | 16.ª-30.ª | 31.ª-40.ª |
| Clasificación general | 200 | 150 | 125 | 100 | 85  | 70  | 60  | 50  | 40  | 35   | 30   | 25   | 20   | 15   | 10   | 5         | 3         |
| Por etapa             | 25  | 20  | 18  | 16  | 14  | 12  | 10  | 8   | 6   | 4    |      |      |      |      |      |           |           |
| Líder                 | 5   |     |     |     |     |     |     |     |     |      |      |      |      |      |      |           |           |

| Clasificación |                      |                             |         |       |       |       |
| Posición      | Ciclista             | Equipo                      | General | Etapa | Líder | Total |
| ------------- | -------------------- | --------------------------- | ------- | ----- | ----- | ----- |
| 1.ª           | Annemiek van Vleuten | Mitchelton-Scott            | 200     | 81    | 25    | 306   |
| 2.ª           | Ellen van Dijk       | Sunweb                      | 150     | 42    | -     | 192   |
| 3.ª           | Anna van der Breggen | Boels-Dolmans               | 125     | 38    | -     | 163   |
| 4.ª           | Tayler Wiles         | Selección de Estados Unidos | 100     | 14    | -     | 114   |
| 5.ª           | Leah Kirchmann       | Sunweb                      | 85      | 26    | -     | 111   |
| 6.ª           | Amanda Spratt        | Mitchelton-Scott            | 70      | 18    | -     | 88    |
| 7.ª           | Eugenia Bujak        | BTC City Ljubljana          | 60      | 24    | -     | 84    |
| 8.ª           | Amy Pieters          | Boels-Dolmans               | 50      | 22    | -     | 72    |
| 9.ª           | Lucinda Brand        | Sunweb                      | 5       | 50    | -     | 55    |
| 10.ª          | Elena Cecchini       | Canyon SRAM Racing          | 35      | 18    | -     | 53    |